# نقد جغرافیایی
ژئوکریتیسیسم یا نقد جغرافیایی یک روش تحلیل ادبی و نظریه ادبی است که شامل مطالعه فضای جغرافیایی می‌شود. این روش نقد شیوه‌های متفاوتی را در بر می‌گیرد. در فرانسه، برتران وستفال مفهوم نقد جغرافیایی را در چند اثر خود به تفصیل شرح داده شده‌است. در ایالات متحده، رابرت تالی معتقد است نقد جغرافیایی برای تحلیل آنچه او «نقشه برداری ادبی» نامیده‌است اهمیت بسیاری دارد.

## منشأ
اولین نوشته‌هایی که می‌توان نام نقد جغرافیایی بر آن گذاشت محصول محافلی بود که وستفال در دانشگاه لیموژ سازماندهی می‌کرد. مقاله اصلی وستفال به نام بررسی متون بر اساس نقد جغرافیایی (Pour une approche géocritique des textes) در واقع مانیفست نقد جغرافیایی است. نظریه وستفال با جزئیات بیشتر در کتاب نقد جغرافیایی: فضاهای واقعی و خیالی (Geocriticism: Real and Fictional Spaces) با ترجمه فرانسه به انگلیسی تالی آمده‌است که این اندیشه را مختصراً معرفی می‌کند؛ ولی رسالات بسیاری از این موضوع و روش استفاده کرده‌اند که شاید در مواردی مشخصا نام نقد جغرافیایی هم بر خود نداشته باشند.

## نظریه
در تئوری وستفال، ژئوکریتیسیسم یا همان نقد جغرافیایی بر سه مفهوم نظری فضا-زمانمندی (spatio-temporalité) تخطی (transgressivité) و ارجاع (référentialité) مبتنی است.
این ایده که فضا و زمان به صورت یک پیوستار (فضا-زمان) هستند یکی از اصول فیزیک مدرن است. در زمینه نظریه ادبی، نقد جغرافیایی یک روش میان‌رشته‌ای برای تحلیل است که نه فقط بر اطلاعات زمانی نظیر رابطه بین زندگی و زمان نویسنده (نظیر نقد زندگینامه‌ای)، تاریخ متن (چنان‌که در نقد متنی دیده‌ایم)، یا داستان (که در روایت‌شناسی بررسی می‌شود) تکیه دارد بلکه به داده‌های مکانی نیز اهمیت می‌دهد. بر این اساس می‌توان گفت نقد جغرافیایی با جغرافی، معماری، مطالعات شهری پیوند دارد و مفاهیم فلسفی مانند قلمروزدایی نیز در آن یافت می‌شود.
بر اساس نوشته‌های میشل فوکو، ژیل دلوز، آنری لوفور و میخائیل باختین، نقد جغرافیایی در زمینه ادبیات معتقد است بازنمایی فضا در ادبیات اغلب متجاوزانه و همراه با تطخی است چون از مرز هنجارهای تاییدشده عبور می‌کند و روابط جدیدی بین مردم، مکان‌ها و همه چیز برقرار می‌نماید. نقشه‌برداری امروز دیگر حوزه اختیار انحصاری دولت‌ها نیست بلکه گروه‌های مختلف می‌توانند فضاهای جغرافیایی را نمایش بدهند و اثرات متفاوتی ایجاد بکنند. بر این اساس در عمل موضوعات اصلی نقد جغرافیایی متعدد است و موضوعات مختلفی را به‌طور هم‌زمان بررسی می‌کند و از این نظر از روش‌هایی که صرفاً از نقطه نظر یک مسافر یا یک شخصیت به اثر نگاه می‌کند متمایز می‌شود.
ازسوی دیگر نقد جغرافیایی معتقد است بین جهان و متن، یعنی مرج و بازنمایی، یک ارتباط ارجاعی وجود دارد. نقد جغرافیایی با بررسی رابطه بین طبیعت فضا و وضعیت واقعاً موجود آن، به سراغ مطالعه داستان می‌رود و به نظریه جهان‌های ممکن دست پید می‌کند، اندیشه فضای سوم (Thirdspace) جغرافی‌دان آمریکایی ادوارد سجا از جلوه‌گاه‌های مهم این اندیشه است. تالی در کتاب فضامندی مقدمه‌ای بر مطالعات فضامندی در ادبیات و نظریه انتقادی (Spatiality, an introduction to spatiality studies in literature and critical theory) یک فصل را نیز به نقد جغرافیایی اختصاص داده‌است.

## روش‌های نقد
نقد جغرافیایی اغلب مکان‌هایی را که نویسندگان مختلف در متون ادبی شرح داده‌اند بررسی می‌کند ولی می‌تواند اثرات بازنمایی ادبی فضا در آثار ادبی را نیز بررسی نماید. تالی در مجموعه اکتشافات جغرافیایی: فضا، مکان، و نقشه‌برداری در مطالعات ادبی و فرهنگی (Geocritical Explorations: Space, Place, and Mapping in Literary and Cultural Studies) انواع روش‌های نقد جغرافیایی را بررسی کرده‌است.
برخی از شیوه‌های نقد جغرافیایی از آثار نظری کسانی به دست آمده‌است که فضا را موضوع معتبری برای تحلیل ادبی معرفی کرده‌اند. مثلاً گاستون باشلار در منظومه‌های فضا (The Poetics of Space) و برخی نوشته‌های دیگرش آثار ادبی را مطالعه می‌کند تا مکان‌های مختلف را با معانی مختلف کشف کند. در نوشته‌های موریس بلانشو ایده فضای ادبی شکل گرفته‌است، که یک مکان خیالی برای ایجاد آثار ادبی است. یافته‌های مطالعات فرهنگی و مطالعات پسااستعماری، مانند کشور و شهر (The Country and the City) ریموند ویلیامز یا فرهنگ و امپریالیسم (Culture and Imperialism) ادوارد سعید نیز در ای زمینه اهمیت بسیاری دارد و سعید از کار خود به صورت «پرس و جوی جغرافیایی از تجربه تاریخی» نام می‌برد. مفهوم نگاشت شناختی و تعامل نظری فردریک جیمسون با وضعیت پست مدرن نشان می‌دهد بازنمایی فضا در تولیدات هنری نظیر ادبیات، فیلم، معماری، و طراحی تا چه میزان مهم است. فرانکو مورتی در اطلس رمان اروپا 1800-1900 (The Atlas of European Novel, ۱۸۰۰–۱۹۰۰) پراکندگی فضاهای ادبی را در اروپا بررسی کرده‌است و توجه خود را بر کشف رابطه پیچیده بین متن و فضا متمرکز نموده‌است. او یک تئوری در تاریخ ادبی یا شاید جغرافیای ادبی دارد برای کشف ارتباط بین متون و فضاهای اجتماعی از نقشه‌های چجغرافیایی استفاده می‌کند. رابرت تالی نیز در بررسی نقشه‌برداری ادبی هرمان ملویل از رویکرد نقد جغرافیایی به متون استفاده است.
نقد جغرافیایی با حوزه‌های ادبیات و محیط زیست، نقد محیطی، ادبیات منطقه‌ای، مطالعات شهری، اجتماعی و رویکردهای فلسفی به ادبیات و مطالعات آرمانشهر، وابستگی‌های فکری و روش شناختی دارد.